# Fobofobia
La fobofobia (dal greco φόβος, phobos, fobia o paura) è una paura di raro tipo, che può essere indicata come la fobia di avere paura, ma anche come la paura di sviluppare una fobia.
La fobofobia è correlata a problemi relativi al controllo dell'ansia e attacchi di panico; entrambi collegati anche con altri tipi di fobie, come l'agorafobia.